# Geldberg
Geldberg ist ein Wohnplatz im Ortsteil Rossau der kreisangehörigen Hansestadt Osterburg (Altmark) im Landkreis Stendal in Sachsen-Anhalt.

## Geografie
Geldberg, eine Einzelsiedlung, liegt etwa neun Kilometer westlich von Osterburg (Altmark). Östlich des Dorfes fließt der Halmaygraben (Zehrengraben), der in die Alte Biese und dann in die südlich fließende Biese mündet. Nördlich liegt das sumpfige Waldgebiet Düpte.
Nachbarorte sind Einwinkel im Westen, Groß Rossau und Klein Rossau im Osten.

## Geschichte
Die erste schriftliche Erwähnung von Geldberg stammt aus dem Jahre 1686 als sogenannte Gellberge. 1789 ist die Holländerey Geldberge „ein Adliges Gut, wo es an Platz fehlt“. Es gab zwei Verwalter oder Unterpächter und eine Feuerstelle. 1804 hieß es Holländerei und Jägerhaus Geldberge oder der Geldberg, gelegen zwischen Stapel und Groß Rossau. Johann Friedrich Danneil gab 1863 an, die Schäferei Geldberg sei Andreas Angelus zufolge früher ein Dorf gewesen.
Im Rahmen einer Kommunalbezirksveränderung wurde das Vorwerk Geldberg im Jahre 1911 vom Gutsbezirk Krevese in den Gemeindebezirk Groß Rossau umgegliedert. 1911 hatte der damalige Pächter Dobberkau aus Stapel das Vorwerk käuflich erworben. Um 1913 umfasste dieser Besitz eine Fläche von 203 Hektar. Zum Vergleich: Der größte Hof in Groß Rossau war mit 84 Hektar nicht einmal halb so groß.

### Burg Goldburg
Wilhelm Schmidt vermutete im Jahre 1909, dass die Goldburg westlich von Groß Rossau im Waldgebiet Düpte stand. „Sie hat wahrscheinlich am Gladigauer Wege gelegen, dort, wo der Weg nach Einwinkel sich abzweigt. Beim Beackern des Feldes sind daselbst Grundmauern gefunden, auch hat man einen gelben Damensteigbügel und eine Kanonenkugel ausgegraben.“ Prosaisch schreibt er weiter: „Wo in grauer Vorzeit zwei Brüder, die Geldberge genannt, mit ihrer Schwester Emma ihr Hofwesen führten, darüber zieht jetzt der Pflug die Ackerfurche.“
Entzelt berichtet 1597 über „7 Heuser welche nun verwüstet liegen“ darunter „die Goltburg“. Hermann Bohm schrieb 1911 als Anmerkung „damit ist Geldberg, jetzt eine Holländerei westlich von Rossau gemeint“.
„Die Sage vom Emmakreuz“ berichtet, dass das Kloster Krevese im Jahre 1268 durch Brandstiftung einer Klosterjungfrau niederbrannte. Angelus schrieb: „Ursache sei gewesen, dass sie ihre Brüder, die Geldberge genannt, mit Gewalt hinwingezwungen hatten, [obwohl] ihr doch das Nonnenfleisch nicht gewachsen gewesen und [sie] hette lieber nach Gottes Gebot im Ehestand leben wollen.“ Einer Brüder hätte sie daraufhin erstochen. Entzelt schreibt: „an den orte da noch ein creutz stehet, im holzte, die Geltberge genant“. Die Brüder sind nach der Tat „aus dem lande kommen“. Bei Hanns H. F. Schmidt heißt die Sage „Die Nonne von Krevese“.
Weiter schreibt Entzelt „nicht ferne im holtze, die Geltberg genannt, nicht ferne von dem alten Römischen Clodinaschen schlosse, findet man noch anzeigung eines festen weiten schlosses, dabei ligen die dörfer Rossaw, Wollenberge.“ Übersetzt: Zwischen den Dörfern Rossau und Wohlenberg in der Nähe der Burg Gladigau, gibt es noch Reste einer weiteren steinernen Burg, die nicht tief im Gehölz Geltberg liegt.
Paul Grimm schrieb im Jahre 1958, dass die genaue Stelle einer anzunehmenden Burg oder eines Burgwalles noch nicht festgestellt ist.

### Einwohnerentwicklung
| Jahr | Einwohner |
| ---- | --------- |
| 1789 | 11        |
| 1798 | 11        |
| 1801 | 08        |
| 1818 | 10        |

| Jahr | Einwohner |
| ---- | --------- |
| 1840 | 09        |
| 1871 | 16        |
| 1885 | 11        |
| 1895 | 16        |

| Jahr | Einwohner |
| ---- | --------- |
| 1905 | 20        |

Quelle:

## Religion
Die evangelischen Christen aus Geldberg gehören zur Kirchengemeinde Groß Rossau, die früher zur Pfarrei Groß Rossau bei Osterburg gehörte. Sie wird betreut vom Pfarrbereich Gladigau im Kirchenkreis Stendal im Propstsprengel Stendal-Magdeburg der Evangelischen Kirche in Mitteldeutschland.